# 初雪 (古家学のアルバム)
『初雪』（はつゆき）は、シンガーソングライター古家学のオリジナル・アルバムである。

## 収録曲
1. 初雪 (Acoustic Guitar Version)
2. 友達でいようよ♪
3. 涙なんか見せるな
4. 故郷の空
5. 坂道の上で
6. 初雪